# Двугърба камила
Двугърбата камила (Camelus bactrianus), наричана още бактриана, е преживен чифтокопитен бозайник от семейство Камилови. На дължина достига от 250 до 360 cm, височина от 180 до 210 cm и тегло от 500 до 700 кг. Докато едногърбата камила живее в тропичните пустини, двугърбата живее във вътрешноконтиненталните такива.

## Начин на живот
Двугърбата камила е отлично приспособена за живот в пустинята. Има два пласта козина, дълги вежди и мигли, а ноздрите ѝ се затварят плътно (при повечето други бозайници, включително човека, те са постоянно отворени). По този начин очите и дихателните пътища на камилата са добре предпазени от прах и пясък. Зимната ѝ козина е дебела и гъста, предпазваща от студа. През лятото голяма част от нея пада, като по-гъсти области остават само по гърба, главата и предната част на шията, за да предпазва от слънце. Когато температурите започнат да се повишават, козината на камилите опадва толкова бързо, че през това време те имат почти „дрипав“ външен вид. Тази бърза промяна позволява на животните да живеят при изключително разнообразни и сурови условия за живот с температури, вариращи от -30 °C до +50 °C.

### Приспособяване към суша
Както всички камили, така и двугърбите могат да издържат дълго време без храна и вода. Издръжливостта на безводие камилите постигат чрез комбинация от уникални сред бозайниците промени във физиологията и обмяната на веществата:
1. Гърбиците на камилите се състоят почти изцяло от мазнини и служат като хранителен запас при дълги преходи през пустинята.
2. Бъбреците на камилите са по-големи и имат много дълги канали (нефрони). По този начин урината им е силно концентрирана и постига същия резултат при много по-малка загуба на течност. Повечето животни също губят доста течности и с изпражненията си, докато при камилата те са много сухи и твърди.
3. Синтезират вода чрез разграждане на мазнини при нужда. Получаването на вода като част от метаболизма на мазнините се наблюдава при много видове животни – както при птици, така и при бозайници, включително при човека. При този процес от 100 грама мазнини се получават около 107 грама вода, която се нарича още „метаболитна вода“. Повечето животни обаче не са пригодени да използват мазнините като дългосрочен източник на вода, поради което при продължителна липса на вода от външни източници настъпва дехидратация с тежки последици за организма. За камилите складираната в гърбиците им мазнина е сериозен и понякога единствен източник на вода, към който огранизмът им прибягва автоматично, щом се наложи, и то много преди да е настъпила опасна за живота дехидратация. По този начин гърбиците на камилите индиректно служат като източник на вода, макар и да не я складират директно.
4. Варираща телесна температура, в рамките на 6 до 8 градуса, което е нетипично за останалите топлокръвни животни. (За сравнение, при човека само един градус отклонение от нормалната температура е силен индикатор за болестно състояние, а отклонение от 4 – 5 градуса нагоре или надолу от нормата би било смъртоносно.) При студени условия, например нощно време в пустинята, тялото на камилите изстива и по този начин пести енергия, която иначе би била нужна за поддържане на телесната температура. При горещо време температурата на тялото се покачва и така се избягва потене и свързаната с него загуба на течности, което иначе би било необходимо, за да се предпази тялото от прегряване.
5. Варираща гъстота на кръвта в големи граници, от сгъстяване до разреждане, без това да пречи на функцията на организма. Това от една страна позволява на животното да оцелява при дълги периоди на дехидратация, която води до сгъстяване на кръвта и спадане на кръвното налягане. От друга страна, когато намери вода, камилата е способна да изпие огромни количества за кратко време, което иначе би довело до силно разреждане на кръвта и покачване на кръвното налягане. В рамките на няколко минути камилата е способна да изпие до 100 – 120 литра вода, което се равнява на обема на една голяма бъчва или около 2/3 от една средно голяма вана за къпане. При положение, че повечето камили тежат между 400 и 600 kg, това количество вода представлява 20 – 25% от общото тегло на животното. За сравнение, при един 70 килограмов човек това би означавало да изпие около 15 литра вода наведнъж и би било смъртоносно. Така поетата вода най-напред попада в стомаха на камилата и от там чрез кръвта се разпределя по цялото ѝ тяло.

## Разпространение
Бактрианата е широко разпространено домашно животно из цяла Средна и Предна Азия, но диви двугърби камили се срещат само в Северозападен Китай и Монголия, където през 2002 г. са преброени едва около 950 екземпляра.
България е една от страните в Европа с най-многобройни субфосилни останки от камили. Те са разкрити в 11 древни селища от античността до средновековието (1-12 век н.е.). Повечето от тях са били на двугърби камили. В античния град Нове са открити 82 % от всички намерени останки. През 2018 г. най-новата находка (цяла долна челюст) бе изкопана в центъра на София, датирана 3–4 век. н.е. Всички останки от камили в България и в цяла Европа са от одомашнени животни.

## Хранене и размножаване
Камилите са тревопасни животни. Хранят се с растения, които са сухи, бодливи, солени или горчиви и на практика могат да смелят какъвто и да е вид растителност. При липсата на такава обаче, бактрианата се храни с трупове, изгризва кости, кожа и всякакъв вид плът. При екстремни условия може да погълне първия ѝ попаднал обект – въже, сандал или плат. Хранителните ѝ навици ѝ помагат да оцелее в зони с ограничена растителност. Способни са да смелят дори бодли – като ги гълтат направо и впоследствие ги връщат в устната кухина за сдъвкване.
Дивите камили живеят на стада между 6 и 20 индивида, до към 30. Водачът на групата е възрастен мъжки. Размножителният период настъпва през есента. Мъжките често са агресивни, като хапят и плюят. Полова зрялост се достига между третата и петата година. Бременността трае около 13 месеца, раждат се едно или две малки през март или април. Средната продължителност на живота им е около 50 години.

## Природозащитен статус
Дивата двугърба камила (Camelus ferus: Przewalski, 1878) е вписана в Червения списък на световнозастрашените видове на IUCN, като критично застрашен вид.